# Маудгальяяна
Маудгальяяна (санскр. IAST: Maudgalyāyana, пали: IAST: Moggallāna; кит. упр. 目連, палл. Мулянь; яп. 目連 Мокурэн, 目犍(腱,健)連 Моккэнрэн), вьет. Mục-kiền-liên, тиб. མོའུ་འགལ་བུ, бур. Молон-тойн) — в буддийской традиции один из двух (ещё один — Шарипутра) главных учеников Будды Шакьямуни. Почитается всеми школами как махаяны так и тхеравадой. 
С юношеских лет Маудгальяяна и Шарипутра странствовали в духовных исканиях. Вскоре после встречи с Буддой они оба стали архатами (лицами, реализовавшими Учение Будды). Согласно суттам Палийского Канона, Маудгальяяна был первым среди учеников Будды в обладании сверхъестественными силами. Был убит в возрасте 84-х лет.

## Личность
В Палийском каноне упоминается, что кожа Могалланы была цвета голубого лотоса или дождевого облака. Устные традиции Шри-Ланки объясняют это тем, что на протяжении многих жизней он перерождался в аду. Шри-ланкийский учёный Каралувинна считает, что изначально подразумевался тёмный, а не синий цвет кожи.  
В суттах канона буддийской школы Махасангхика написано, что "он [Маудгальяяна] обладал красивой внешностью, был приятным, мудрым, разумным и исполненным заслуг». 
В некоторых китайских источниках упоминается, что фамильное имя «Маудгальяяна» происходит от названия бобового растения, которым питались предки клана. Тем не менее, индолог Эрнст Виндиш связывал жизнь и имя Маудгальяяны с фигурой Мудгалы, которая появляется в индийском санскритском эпосе Махабхарата. Виндиш считал, что предания о древнем ведическом мудреце Мудгале повлияли на рассказы о Маудгальяяне, поскольку они относятся к путешествию на небеса. Виндиш рассматривал Маудгальяяну как историческую личность.

## История

### Детство и юность
Согласно буддийским источникам, при рождении Маудгальяяне было дано имя  "Колита", по названию его родной деревни, расположенной недалеко от столицы царства Магадха Раджагахи. 
Он был единственным ребёнком в семье брахманов. Его отец, вероятно, был местным главой общины. Колита родился в один день с Упатиссой, мальчиком из соседней деревни, ставшим впоследствии вторым великим учеником Будды — Шарипутрой. Мать Колиты, брахманка Могалла, и мать Шарипутры, брахманка Рупасари, принадлежали к уважаемым семьям, которые дружили на протяжении семи поколений. Эта дружба передалась и мальчикам. Очень рано они обнаружили интерес к духовным исканиям. Согласно источникам, связанным буддийскими школами  Тхеравады и Махасангхики, во время пантомимы (пали giragasamaggā) на ежегодном «Празднике гор» Колита и Упатисса ощутили глубокое чувство духовной неудовлетворённости (пали saṃvega). Они решили отказаться от мирской жизни и стать аскетами. В Раджагахе они встретили Санджаю Белатхипутру, который посвятил их в духовный сан. Санджая, вероятно, был агностиком, склонным скептически решать основные философские вопросы. Не удовлетворившись его учением, Колита и Упатисса продолжили странствия. Однако в текстах Муласарвастивады, в буддийских канонах Китая и Тибета Санджая предстаёт учителем, обладающим религиозным рвением и глубоким медитативным прозрением, которое, согласно некоторым рассказам, позволило ему предсказать приход Будды. В этих источниках говорится о его болезни, смерти и двух учениках-последователях.
Долгое время Колита и Упатисса провели в странствиях. В возрасте около сорока лет они возвратились в Магадху, где разделились и продолжили поиски поодиночке, договорившись, что первый, кто найдёт истинный путь к бессмертному, сообщит другому. Примерно в это же время Будда совершил первый поворот колеса Дхармы (так в буддийских текстах называется первая проповедь Будды) в Бенаресе.

### Встреча с Буддой
В сутре «Вопросы Упатиссы» рассказано, как Упатисса встретил странствующего монаха Ассаджи (пали Assaji), одного из пяти первых учеников Будды, собиравшего подаяние, который рассказал ему о Дхарме.
Рассмотрев все обусловленные явления,
Татхагата назвал их причину,
А также указал на то, чем они завершаются,
Таково учение Великого отшельника.Вопросы Упатиссы
Услышав эти слова, Упатисса обрёл чистое видение Дхаммы. Встретившись с Колитой, он передал ему услышанное и тот также постиг, что всё, что подвержено возникновению, подвержено и прекращению. Упатисса и Колита сразу достигли стадии вступившего в поток (пали sotāpanna). Решив совершить упасампаду и стать последователями Будды, они предложили Санджае присоединиться к ним, но тот отказался. Первоначально все 500 учеников Санджаи отправились к Будде в бамбуковую рощу Велувана (пали Veḷuvana), служившую ему первым пристанищем, но, узнав, что их учитель остаётся, половина вернулась. Санджая был так огорчён их уходом, что у него пошла горлом кровь.
Согласно Муласарвастиваде, Будда сам послал Асваджита, чтобы обучить Упатиссу. Став монахами, Упатисса и Колита получили новые имена: Шарипутра (Сарипутра) и Махамаудгальяяна. Первое имя означало «Сын Сари» (так звали мать Упатиссы), а второе «Великий Маудгальяяна», что отличало нового монаха от других представителей того же рода.
Вскоре после посвящения все 250 бывших учеников Санджаи достигли архатства (конечной религиозной цели, пробуждения) за исключением Шарипутры и Маудгальяяны. Шарипутре потребовалось ещё 14 дней уединённо провести в "Кабаньей пещере" неподалёку от Раджагахи (санскр. - Раджагриха), чтобы полностью уничтожить омрачения (пали āsavakkhaya). Маудгальяяна же стал архатом через неделю в Магадхе, в деревушке Каллавала. Следуя советам, полученным в видении от Будды, он смог побороть усталость, сонливость, беспокойство и возбуждение, которые одолевали его в процессе, и обрести просветление. 
Считается, что Маудгальяяна достиг архатства быстрее Шарипутры благодаря личному руководству Будды, но его путь был труден (пали dukkha-patipada), как описано в Махамоггаллана сутте АН 4.167. В Буддийском каноне ставится вопрос, почему эти двое стали просветлёнными позже других учеников Санджаи. Ответ заключается в том, что они были подобны царям, которым требуется больше времени для подготовки к путешествию, чем простолюдинам. Иными словами, их достижение было более глубоким, чем у других учеников, поэтому им понадобилось больше времени.
Слова, произнесённые Асважитом по просьбе Упатиссы, известные на языке «пали Ye dhammā hetuppabhavā»,  полный текст выглядит так:
Ye dhammā hetuppabhavā,
Tesaṃ hētuṃ tathāgato āha;
Tesañca yo nirōdhō,

Перевод: «Какие бы дхаммы  ни порождали процесс перерождения, причины их возникновения были объявлены Буддой; он также объяснил, как можно остановить возникновение этих причин (и таким образом положить конец процессу перерождения)» -   традиционно считаются квинтэссенцией учения Будды и чаще всего цитируются  буддистами разных школ (включая Тхеравады и различные школы Махаяны). Они встречаются в текстах всех буддийских школ, а также, например, в виде гравировки на статуях Будды и ступах, их произносят во время ритуалов. По словам индолога Германа Ольденберга и Таниссаро Бхикху эти стихи были рекомендованы в одном из указов Императора Ашоки в качестве предмета для изучения и размышления.
В палийской традиции Маудгальяяна стал архатом, который более не родится в сансаре, однако в традиции Махаяны судьба его и его личность интерпретируется иначе. Согласно "Лотосовой сутре", Будда предсказал, что его ученики Маудгальяяна, Субхути, Махакатьяяна и Махакашьяпа в будущем станут буддами.

### Два главных ученика Будды
Согласно палийскому каноническому тексту "Буддхавамса!, у каждого Будды вкаждый период времени (санскр.: кальпа) появляется два главных ученика. Будда Шакьямуни избрал таковыми Шарипутру и Маудгальяяну, после того как они достигли архатства. Великая честь была оказана новичкам и некоторые монахи стали роптать. Будда ответил, что каждый получает по заслугам, Маудгальяяна и Шарипутра в течение долгих кальп накапливали необходимые качества для текущего возвышения, которое определено их кармой.
В Палийском каноне Маудгальяяна неоднократно описывается в стихах Тхерагатхи и сутрах Самьютта-Никаи. Сравнивая своих учеников, метафорически Будда называл Ананду, обладавшего феноменальной памятью, Хранителем Дхармы; Шарипутру, который помогал ученикам избавиться от грубых пут и войти в поток (стать сотапанной) — Полководцем Дхармы; Маудгальяяну — Нянькой Дхармы, поскольку он развивал сильные стороны учеников и заботился об их развитии. На пути освобождения Шарипутра делал акцент на интуитивном понимании истины, на прозрении (пали dhammābhisamaya), а Маудгальяяна — на концентрации (пали cetovimutti). Когда Будда поручил им заботиться о своём сыне Рахуле, Шарипутра помогал ему постичь Дхарму, а Маудгальяяна был наставником в правильном поведении и духовной жизни. Во всех буддийских канонах эти двое монахов признаны главными учениками Будды, что подтверждается археологическими находками. Кроме того, Маудгальяяну часто включают в традиционный список «четырёх великих учеников» (кит. sida shengwen) и восьми архатов. Сравнивая себя с Маудгальяяной по части сверхъестественных способностей Шарипутра говорил, что он, Шарипутра, подобен обломку скалы рядом с Гималаями. В ответ, говоря об обладании мудростью, Маудгальяяна сравнил себя с крупицей соли, а Шарипутру с целой бочкой (Гхата сутта СН 21.3).
Шарипутра и Маудгальяяна считались идеальными учениками и примером для подражания остальным членам сангхи. Достигнув преклонных лет, Будда иногда просил Маудгальяяну прочесть проповедь вместо себя (например, речь в Капилавасту о контроле врат). Шарипутра и Маудгальяяна помогали Будде заботиться о сангхе. В Китагири-сутте МН 70 описан эпизод, в котором бхикку, подбиваемые смутьянами, нарушили правило о надлежащем времени принятия пищи. По просьбе Будды главные ученики разогнали «группировку шести» (пали chabbaggiya), чья деятельность подрывала авторитет и дискредитировала монахов. Далее Маудгальяяна сыграл решающую роль во время смуты в общине монахов, спровоцированной Девадаттой. Благодаря своей способности общаться с дэвами (богоподобными существами), Маудгальяяна узнал об опасном союзе Девадатты с принцем Аджаташатру (пали Ajātasattu), сыном короля Бимбисары, и предупредил об этом Будду. Позднее, после того как Девадатта всё же расколол сангху, Будда отправил к нему Маудгальяяну и Шарипутру, чтобы убедить его воссоединиться. Согласно источникам Дхармагуптаки, Сарвастивады и Муласарвастивады, они вызвались на это дело сами. Девадатта, решив, что два главных ученика Будды решили примкнуть к нему, отпустил свою охрану. Когда он спал, Маудгальяяна и Шарипутра убедили остальных монахов возвратиться. После их возвращения Маудгальяяна удивился действиям Девадатты, а Татхагата ответил, что Девадатта поступал так на протяжении многих жизней.
В Кокалика сутте рассказано, как один из последователей Девадатты, монах Кокалика, обвинил Маудгальяяну и Шарипутру в том, что они имеют порочные желания. Будда предостерёг его словами:
Не говори так, Кокалика, не говори так! Пусть в твоём сердце живёт радостная вера в Шарипутру и Маудгальяяну! Они добродетельные монахи.Кокалика сутта: Кокалика АН 10.89
Несмотря на это Кокалика продолжал свои обвинения. Тогда его тело покрылось фурункулами, он скончался и попал в ад.
В Колита-сутте Уд 3.5 Будда сказал о Маудгальяяне:
Утвердившись во внимательности к своему телу,
Защищая свои органы чувств,
Монах старающийся всегда пребывающий с объектом медитации
Сможет на личном опыте пережить НиббануКолита (Махамоггаллана) сутта: Махамоггалана Уд 3.5
Высоко ценив обоих учеников, Будда лишь один раз посчитал мнение Маудгальяяны выше мнения Шарипутры. Прогнав от себя толпу шумных невоспитанных монахов, которые недавно вступили в сангху, Татхагата спросил, что помощники думают об этом. Шарипутра ответил, что Учитель хотел насладиться блаженством медитации и его ученики должны поступить так же. А Маудгальяяна счёл, что в данном случае забота об общине ложится на их плечи. Будда похвалил его, сказав:
«Хорошо, хорошо, Моггаллана! Либо я должен присматривать за Сангхой монахов, либо Сарипутта и Моггаллана должны делать так»Чатума сутта: В Чатуме МН 67
В сборник стихов и гимнов архатов «Тхерагатху» (этот сборник входит в буддийский канон на пали) вошло 63 стихотворения Маудгальяяны (№№1146 — 1208), его вклад в эту часть Кхуддака-никаи является вторым по объёму. Стихи посвящены в основном невозмутимости перед искушениями и горестями сансары.

### Спасение матери
Во многих источниках сохранились упоминания о том, как Маудгальяяна искал свою умершую мать. Будучи иллюстрацией действия кармы, в Китае эта история получила новую интерпретацию. В китайской традиции рассказы о монахе Муляне (это китайское "прочтение" имени "Маудгальяяна" /  "Моггаллана") служат напоминанием о необходимости заботиться об умерших родственниках. Ранняя версия санскритской "Улламбана сутты ("Сутра о почитании отца и матери") приобрела популярность в конфуцианском Китае, Корее и Японии посредством народных устных сказаний бянь-вень (кит. трад. 變文, пиньинь biànwén, буквально: «преобразованный текст»). В Монголии Маудгальяяна известен под именем "Молон-тойна".
Согласно большинству версий, Маудгальяяна с помощью сверхъестественных способностей (пали: "иддхи") разыскивал своих умерших родителей. Отца он нашёл на небесах, а мать, которая нарушила данный при жизни обет и ела мясо, в мире голодных духов: предложенная сыном еда превращалась у неё во рту в раскалённые угли. Не имея сил помочь ей, Маудгальяяна обратился за помощью к Будде. Татхагата посоветовал ему и всем монахам совершать подношения и посвящать заслуги, чтобы мать первого ученика могла обрести благое перерождение. Благодаря усилиям Маудгальяяны мать покинула ад и переродилась в Раджагахе в виде собаки. Последующее чтение сыном сутр помогло ей обрести человеческий облик. Эта история описана в китайском сказании «Бянь-вень о Муляне» и пьесе «Мулянь спасает свою мать».

Наиболее действенными считались коллективные подношения, что привело к появлению Фестиваля голодных духов, который до сих пор отмечается в Китае в седьмой месяц каждого года. В 15-й день 7-й луны по китайскому лунному календарю совершают публичное чтение сказаний о Муляне, посвящённое молитвам об очищении предков от грехов.

### Последние дни и смерть
Маудгальяяна ушёл из жизни на две недели позже Шарипутры и за полгода до Махапаринирваны Будды. Вскоре после смерти Шарипутры (Мара тадджания сутта МН 50) произошла встреча Маудгальяяны с Марой, который проник монаху в кишечник, но был быстро распознан и изгнан. Эта встреча напомнила Маудгальяяне о том, что в прошлой жизни он сам был Марой по имени Дуси, чья сестра Кали стала матерью Мары в настоящем. В те времена он попытался навредить Просветлённому и низвергся в ад:
Так и с тобой же будет, Мара:
Коль нападаешь ты на Будду,
То ты – дурак, с огнём играешь,
Себя лишь им же подожжёшь ведь.Мара тадджания сутта МН 50
Обстоятельства смерти Маудгальяяны упоминаются в комментариях к джатакам и Дхаммападе. В возрасте 84-х лет монах предпринял путешествие в Магадху, большая часть населения которой приняла учение Будды. Прежде там главенствовали нагие аскеты, джайны, которые, будучи раздосадованными утратой паствы, решили убить проповедника. Некоторые источники говорят, что для этого они наняли шайку разбойников. Маудгальяяна в то время жил в лесной хижине на склоне горы Исигили неподалёку от Раджагахи. Завидя приближение опасности, он с помощью сверхъестественных сил ускользнул от нападавших через замочную скважину, в другой раз отшельник спасся через крышу, взмыв в воздух. После встречи с Марой Маудгальяяна был готов к смерти, но он старался уберечь нападавших от жестокой участи, которая стала бы следствием его убийства. Согласно джатакам, разбойники приходили целую неделю и лишь на седьмой день схватили отшельника. Избив его до полусмерти, они поспешили за наградой. После их ухода Маудгальяяна очнулся и силой медитации перенёсся к Будде. По его просьбе он прочитал прощальную проповедь, продемонстрировав чудеса, затем вернулся в свою хижину и растворился в ниббане без остатка (по версии джатак он скончался у ног Татхагаты).
Позднее люди спрашивали Будду, почему столь великий и просветлённый монах не защищался и погиб такой жестокой смертью? Будда сказал, что, причиной было злодеяние, совершённое Маудгальяяной в прошлой жизни. Он убил собственных родителей, что является одним из пяти действий, которые порождают наихудшую карму, и поэтому принял неизбежные последствия. Даже сверхъестественные силы не в состоянии предотвратить результаты серьёзной кармы. Вскоре после нападения на святого все бандиты были казнены. Профессор религии Джеймс МакДермотт делает вывод о вероятном «слиянии» кармы Маудгальяяны и бандитов и приводит убийство как свидетельство того, что в буддизме карма разных людей может взаимодействовать.
После смерти главных учеников Будда сказал, что сангха (санскр. - община) для него опустела. Их уход был подобен утрате здоровым деревом нескольких ветвей. Впрочем, Татхагата не горевал и не оплакивал Шарипутру и Маудгальяяну, поскольку всё рождённое и обусловленное должно погибнуть, и посоветовал монахам искать прибежища в Дхамме (Уккачела сутта СН 47.14).

### Прошлые жизни
В джатаках говорится, что Маудгальяяна и Будда встречались не менее чем в тридцать одной прошлой жизни. 
С Шарипутрой его также соединяла сильная кармическая связь. Они рождались как в высоких мирах, становясь аскетами, полководцами, министрами, царями, богами, так и в мире животных (птица и черепаха, обезьяна и слон). Однажды прожив жизнь скупыми купцами, они зарыли в землю клад, затем неподалёку от того места Шарипутра родился змеёй, а Маудгальяяна крысой ("Джатака о верном изречении", Джатаки,  №73).
В Маратаджания сутте МН 50 Маудгальяяна рассказывает о том, как в одной из прошлых жизней он был Марой и по имени Дуси и низвергся в ад за то, что напал на будду Какусандху и его ученика Видхуру.

## Владение сверхъестественными силами
Согласно Палийскому канону, Маудгальяяна обладал всеми шестью высшими способностями (пали chaḷabhiññā) и получил титул «главы мастеров сверхъестественных сил» (риддхи). В частности он мог читать мысли. В Упосатха сутте АН 8.20 говорится, что однажды Будда в день Упосатхи вопреки заведённому порядку не стал читать монахам свод правил (Патимоккху). Тогда Маудгальяяна «утвердил своё внимание на всей сангхе монахов, охватив их умы своим собственным умом» и увидел безнравственного монаха, лишь притворяющегося отшельником. Способность Маудгальяяны окидывать собственным умом чужое сознание также упоминается в Моггаллана сутте СН 51.14, Патхама рахогата сутте СН 52.1 и Дутия рахогата сутте СН 52.2.
С помощью божественного глаза и слуха он был способен видеться и беседовать с Буддой на расстоянии (Гхата сутта СН 21.3), кроме того он мог слышать голоса существ других миров — богов, дэвов и голодных духов. В Джуньха сутте Уд 4.4 повествуется о том, как злобный яккха ударил медитировавшего Шарипутру. Маудгальяяна увидел это и спросил друга о его самочувствии. Шарипутра после сильнейшего удара испытывал лишь лёгкую головную боль, но не распознал напавшего на него яккху, поэтому восхитился силой концентрации Маудгальяяны, способного видеть подобных существ. С помощью божественного глаза Маудгальяяна наблюдал действие закона причины и следствия. Его истории, иллюстрирующие кармическую обусловленность, собраны в двух книгах Палийского канона — «Петаваттху» (о мире духов) и «Виманаваттху» (о божественных сферах). Видения Маудгальяяны описаны в многочисленных суттах Самьютта-никаи:
...Я увидел человека с яйцами размером с котелок, движущегося в воздухе. Когда он шёл, ему приходилось взваливать свои яйца на плечи, а когда он садился, ему приходилось садиться на свои же яйца сверху. Грифы, вороны, ястребы преследовали его, пронзали его и разрывали его на части, в то время как он кричал от боли…
…Это существо было подкупленным судьёй в этой самой Раджагахе…Кумбханда сутта СН 19.10 : Яйца размером с котелок
Согласно Палийскому канону, Маудгальяяна был способен покидать человеческий мир и совершать астральные путешествия. Благодаря этому он неоднократно давал наставления другим существам, например, дэвам мира Тридцати трёх богов он поведал об освобождении в уничтожении жажды (Чула танха санкхая сутта МН 37), одному божеству из мира брахм доказал, что аскеты способны достигать мира брахм (Апара диттхи сутта СН 6.5), а брахме Тиссе рассказал, как войти в поток и стать архатом (Тиссабрахма сутта АН 7.56). Однажды один из богов небес Брахмы посчитал, что ни один аскет не способен подняться в его возвышенный мир. Божественным сознанием Будда уловил эти мысли и появился на небесах в сопровождении четырёх учеников: Маудгальяяны, Махакашьяпы, Махакаппины и Ануруддхи.
По просьбе Будды Маудгальяяна с помощью телекинеза сотряс большим пальцем ноги стены монастыря, в котором собрались беспечные монахи, чтобы образумить их и вернуть к практике (Махамоггаллана сутта Уд 3.5). Подобным образом он заставил содрогнуться небесный дворец царя богов Сакки (Индры), который пленился божественными удовольствиями и забыл о Дхамме (Чула танха санкхая сутта МН 37). Когда в стране случился голод, Маудгальяяна спросил у Будды разрешения перевернуть землю, чтобы вытрясти из неё пищу, или открыть монахам дорогу в царство Уттаракуру, куда бы они могли ходить за подаянием, но это был единственный случай, когда Будда отверг его предложение. Во время болезни Шарипутры, друг силой мысли достал для него со склонов Гималаев стебли лотосов. Однако в другой раз Маудгальяяна отказался снимать подвешенную чашу с помощью телекинеза, поскольку Будда считал, что монаху не пристало производить на мирян впечатление с помощью сверхъестественных сил.
В Висудхимагге описан наиболее известный эпизод, когда Маудгальяяна прибег к своим неординарным психическим силам (пали iddhi), чтобы одержать победу над повелителем нагов Нандопанандой. Направляясь на небеса Тридцати трёх богов, Будда в сопровождении пятисот учеников пролетел над владениями этого божественного змея, который разгневался, обвил своим гигантским телом гору Сумеру и, раскрыв капюшон, погрузил весь мир во тьму. Никто из монахов, кроме Маудгальяяны, не мог так быстро достигать четвёртой дхьяны, поэтому лишь ему Будда позволил вступить в схватку с Нандопанадой. Тот превратился в огромного королевского нага и, принимая разные размеры и формы, смог одержать победу, обернувшись супанной (санскр. - супарна) — божественным орлом.

## Наследие
В Палийском каноне Будда приводит Маудгальяяну в качестве примера для подражания остальным монахам. Его палийским именем (Моггаллана) называли буддийских монахов вплоть до XX века. В Восточной и Юго-Восточной Азии Маудгальяяна широко почитаем как символ сыновней любви и обладатель сверхъестественных способностей. Он играет важную роль во многих традициях Махаяны, именно с его личностью связывают праздники духов в Китае, Японии, Корее, Индии, Лаосе и Вьетнаме и празднование Магха Пуджи (Навам Пойя) на Шри-Ланке.
Авторство некоторых канонических и постканонических текстов традиционно относят к Маудгальяяне. В традиции Тхеравада в книге Виманаваттху собраны его рассказы Будде о путешествии на небесах, в которых он описывает небесные дворцы и населяющих их божеств. Согласно традиции Сарвастивады, его сочинению принадлежат Дхармаскандха (пали Dharmaskandha) и Праджняптибхаса (пали Prajñāptibhāsya), входящие в Абхидхарму, хотя в некоторых тибетских и санскритских источниках автором первого текста считается Шарипутра. Впрочем, учёные сомневаются в том, что эти книги действительно мог написать Маудгальяяна. Скорее он вместе с другими приближёнными к Будде учениками составил мнемонические списки учения (пали mātikā, санскр. IAST: mātṛikā), которые легли в основу того, что позднее стало Абхидхармой. Китайский паломник Сюаньцзан во время своего путешествия в Индию отметил, что Шарипутра был почитаем местными монахами за его учение об Абхидхарме, тогда как Маудгальяяну ценили за медитацию, основу психических сил. Французский учёный Андре Миго в своих работах указывает, что в большинстве текстовых традиций Маудгальяяна ассоциировался с медитацией и сверхъестественными способностями, а Шарипутра с мудростью и Абхидхармой.
В Винае Муласарвастивады и сказаниях Дивьяваданы личность Маудгальяяны связана с Колесом бытия (пали bhavacakka, санскр. IAST: bhavacakra). Наконец, одна из ранних буддийских школ Дхармагуптака была создана духовным последователем Маудгальяяны Дхармагуптой.
В тексте Васумитры Самайабхедопачара-чакра (Колесо, располагающее по порядку различия главных школ) говорится, что в третье столетие после паринирваны Будды монахи из школы махишасака, признававшие своим учителем Маудгальяяну, «образовали другую школу, которая называлась суварша, а, согласно некоторым, это была школа кашьяпия».
В пантеоне ваджраяны фигуру Маудгальяяны изображают четвёртой в верхнем ряду справа от Будды, святой сидит на красном лотосе в облике шраманы и левой рукой сжимает край монашеского одеяния.

### Мощи
Согласно палийским джатакам, после кремации прах Маудгальяяны поместили в ступу у ворот Велувалы. По другим источникам, принадлежащим традициям Дхармагуптака и Муласарвастивада, Анатхапиндика и другие миряне попросили Будду построить ступу в честь Маудгальяяны. В Дивьявадане упоминается о том, как царь Ашока по совету Упагупты Тхеры посетил ступу и совершил подношение. В течение последующих веков Сюаньцзан и другие китайские паломники сообщали, что ступу с мощами Маудгальяяны можно найти в индийском городе Матхура и в других местах на северо-востоке Индии. Однако с 1999 года ни одно из этих захоронений не было подтверждено археологическими раскопками.
В XIX веке было сделано важное археологическое открытие в другом месте. В ступах в Санчи и Сатдхаре, Индия, археолог Александр Каннингем и лейтенант Фред. К. Мейзи обнаружили шкатулку, на которой были начертаны имена Маудгальяяны и Шарипутры. В шкатулке хранились фрагменты костей и куски сандалового дерева, которое, по мнению Каннингема, было использовано для погребального костра Шарипутры. Позднее реликвии были перенесены в Музей Виктории и Альберта в Лондоне и стали предметом споров за обладание.
Изначально считалось, что Каннингем и Мейзи поделили обнаруженные реликвии и отправили их в Великобританию. По дороге один корабль затонул и принадлежащая Каннингему часть была утрачена. Однако в 2007 году историк Торкель Брекке с помощью обширных исторических документов доказал, что Мейзи забрал все мощи с собой и они полностью достигли пункта назначения. После передачи реликвий музею Виктории и Альберта постепенно начало возрастать давление со стороны буддийской общественности, требовавшей вернуть их обратно. В конце концов в 1947 году после многочисленных ходатайств музей вернул шкатулку с мощами Обществу Махабодхи на Шри-Ланку. В 1952 году было решено, что они будут находиться под патронажем буддистов и реликвии с многочисленными церемониями официально возложили в святилище в Санчи. Затем их провезли по многим странам Юго-Восточной Азии, население которых придерживается как Тхеравады, так и Махаяны. В то же время премьер-министр Индии Неру использовал это событие как возможность пропаганды единства и религиозной толерантности, а с политической точки зрения, законной государственной власти. В Бирме, где были показаны мощи, их привоз помог узаконить правительство, объединить нацию и возродить религиозную практику. Поэтому общественность попросила часть мощей оставить в стране. В 1952 году была проведена церемония по возложению реликвий в пагоду Каба-Айе, Янгон. В ней приняли участие сотни тысяч людей.
В настоящее время часть мощей хранится на Шри-Ланке в обществе Махабодхи и ежегодно выставляется для поклонения во время празднования Весака. В 2015 году реликвию продемонстрировали Папе Франциску вне ежегодного фестиваля. Отвечая на критику за нарушение традиции, глава общества Махабодхи заявил, что с 1984 года это был первый визит Папы Римского в буддийский храм, и добавил, что «религиозные лидеры должны играть позитивную роль, чтобы объединять, а не разделять [свои] общины».